# EUROAVIA
Asociația Europeană a Studenților la Inginerie Aerospațială (cunoscut sub acronimul de EUROAVIA, conform European Association of Aerospace Students) este o inițiativă studențească care activează la nivel european și își are rădăcinile în studiile aerospațiale, spațiale și domenii conexe. EUROAVIA a fost fondată în 1959 și este actualmente o asociație studențească care activează legal conform legilor olandeze. În prezent, organizația constă în 42 de grupuri locale din 18 țări, însumând peste 2.000 de membri în total. 
Scopul activităților asociației EUROAVIA este de a întări legăturile dintre studenți și industria aerospațială, precum și de a stimula schimburile culturale între membri. Mai mult, asociația dorește conștientizarea potențialului studenților de a activa în domeniul aerospațial.
Membrii asociației organizează în mod periodic reuniri internaționale, workshop-uri și simpozioane. În plus, membrii EUROAVIA se întâlnesc în mod regulat la cele două adunări generale și la workshop-urile anuale precum Rocket Workshop, Formation Workshop și Train New Trainers.

## Istoric

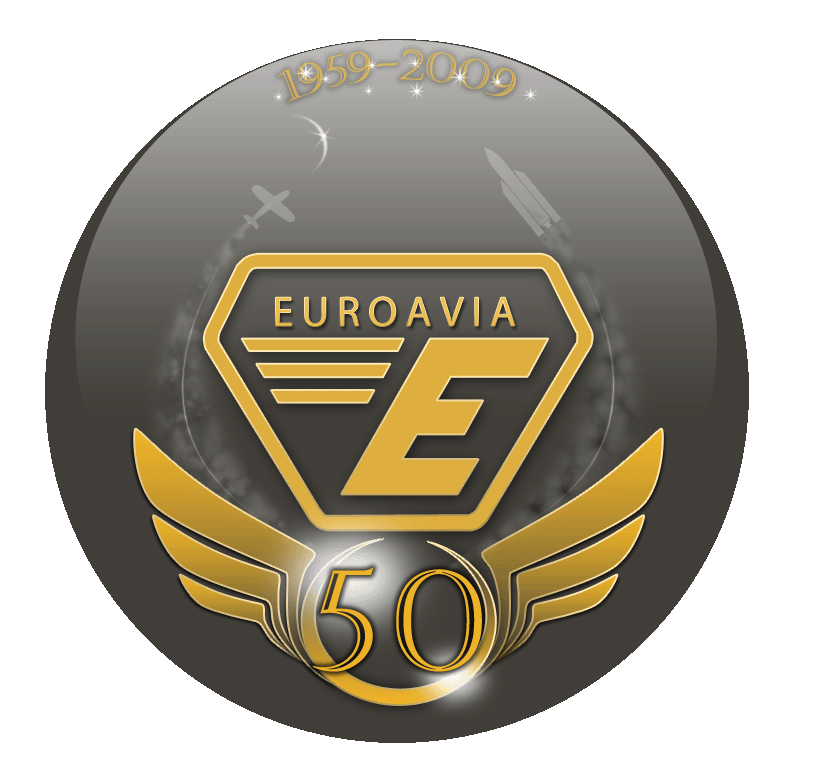
Logoul aniversar "EUROAVIA - 50 de ani"

În 1956, în Aachen, un grup de studenți a conștientizat situația instabilă a industriilor aerospațială și astronautică, din cauza lipsei de cooperare cu sectoarele economice mai importante. S-a găsit o soluție după discuții îndelungate între studenți din Germania, Franța și Olanda și s-a numit “O bună cooperare a industriilor aerospațială și astronautică din diferite țări, care ar putea conduce la o industrie puternică.” Apoi viziunea acestui grup a fost determinată: Unirea tuturor studenților europeni din domeniul aerospațial ar putea ajuta la realizarea acestei cooperări. 
A început o corespondență intensă între profesori din Belgia, Franța și Olanda. Frazele următoare reprezentau introducerea:
Resursele necesare îndeplinirii a cât mai multor realizări viitoare în industriile aerospațială și astronautică nu pot fi asigurate numai de către țări. Deci este imperios necesară rezolvarea unor probleme și provocări împreuna, prin intermendiul unei cooperari între organizațiile civile și militare guvernamentale, de cercetare și forțele militare precum și din universitățile țărilor europene.
Deși profesorii au fost rugați să informeze studenții despre intentia de a înființa o asociație europeană, doar studenții din Paris și Delft au răspuns. Așadar, primul pas a fost făcut prin trecerea granițelor. În prima jumătate a anului 1958, grupul din Aachen adunase 14 studenți activi și foarte motivați. Contactele personale au început cu vizita unui student olandez și a unuia francez. Alte noi cunoștințe s-au făcut în timpul vizitelor în Franța, Italia și Olanda. 
În timpul uneia dintre aceste vizite, s-a format un “comité provisoire”. Obiectivul său era de a organiza o adunare constituantă pentru fondarea asociației plănuite, numită “EUROAVIA”. Între 22 și 28 septembrie 1958, delegați ai universităților din Aachen, Delft, Paris și Pisa au purtat discuții despre obiectivele și organizarea EUROAVIA. Rezultatul acestei întruniri a fost convocarea adunării constituante a EUROAVIA în Aachen între 9 și 17 martie 1959.
Zilele rămase până la cea de-a doua adunare au fost ocupate cu multă muncă, dificultăți și speranțe. Nu era usor să convingi oamenii că ajutorul lor putea schimba viitorul industriei aerospațiale. 
La adunarea constituentă au fost prezenți delegați din Aachen, Berlin, Braunschweig, Delft, E.N.S.A. Paris, E.N.I.C.A. Paris, Milano, Pisa, Stuttgart și Torino. Laolaltă erau 30 de studenți proveniți de la 10 universități din 4 țări. Luni, 16 martie 1959, a fost prezentat și acceptat statutul asociației. Astfel, constituirea EUROAVIA a început oficial la 1 mai 1959. 
În primul an, grupul din Aachen a reprezentat consiliul internațional al EUROAVIA (comitetul central). Jean Roeder a devenit primul președinte al EUROAVIA. Visul său a devenit realitate prin nașterea asociației. Scopul comitetului central era de a crea legături cu industriile de profil și cu publicul larg și de a răspândi idealurile EUROAVIA și către alte țări europene.

## Structura
În ziua de azi, structura EUROAVIA are trei componente principale: Consiliul Internațional, Grupurile Locale și Grupurile de Lucru. Consiliul Internațional (International Board – IB) reprezintă EUROAVIA la nivel european. Consiliul este desemnat în cadrul EMEAC (Electoral Meeting of the EUROAVIA Congress – Adunarea Electorală a Congresului EUROAVIA) în fiecare an, de obicei în Aprilie sau Mai. Nominalizații formează Consiliul Internațional Desemnat (Designated International Board – DIB) și pregătesc un Plan Financiar și un Plan de Activitate, înainte de a lua locul predecesorilor lor în cadrul AMEAC (Annual Meeting of the EUROAVIA Congress – Adunarea Anuală a Congresului EUROAVIA) din octombrie. La aceste congrese iau parte studenții din cadrul Grupurilor Locale. Pentru anumite proiecte pe termen lung au fost înființate mai multe Grupuri de Lucru. Acestea dețin o autonomie financiară și decizională și răspund în fața Congresului EUROAVIA. Unele dintre ele sunt înființate în vederea funcționării permanente. 

### Consiliul Internațional
Consiliul Internațional reprezintă partea de conducere a asociației la nivel european. Acesta supervizează activitățile internaționale ale asociațiilor, coordonează grupurile de lucru, controlează bugetul și este responsabil pentru toate relațiile externe ale asociației la nivel internațional. Consiliul Internațional este format din cel puțin 3 membri: este condus de un Președinte, care este susținut de un Secretar, de Trezorier și de Membri Executivi.

### Grupurile Locale

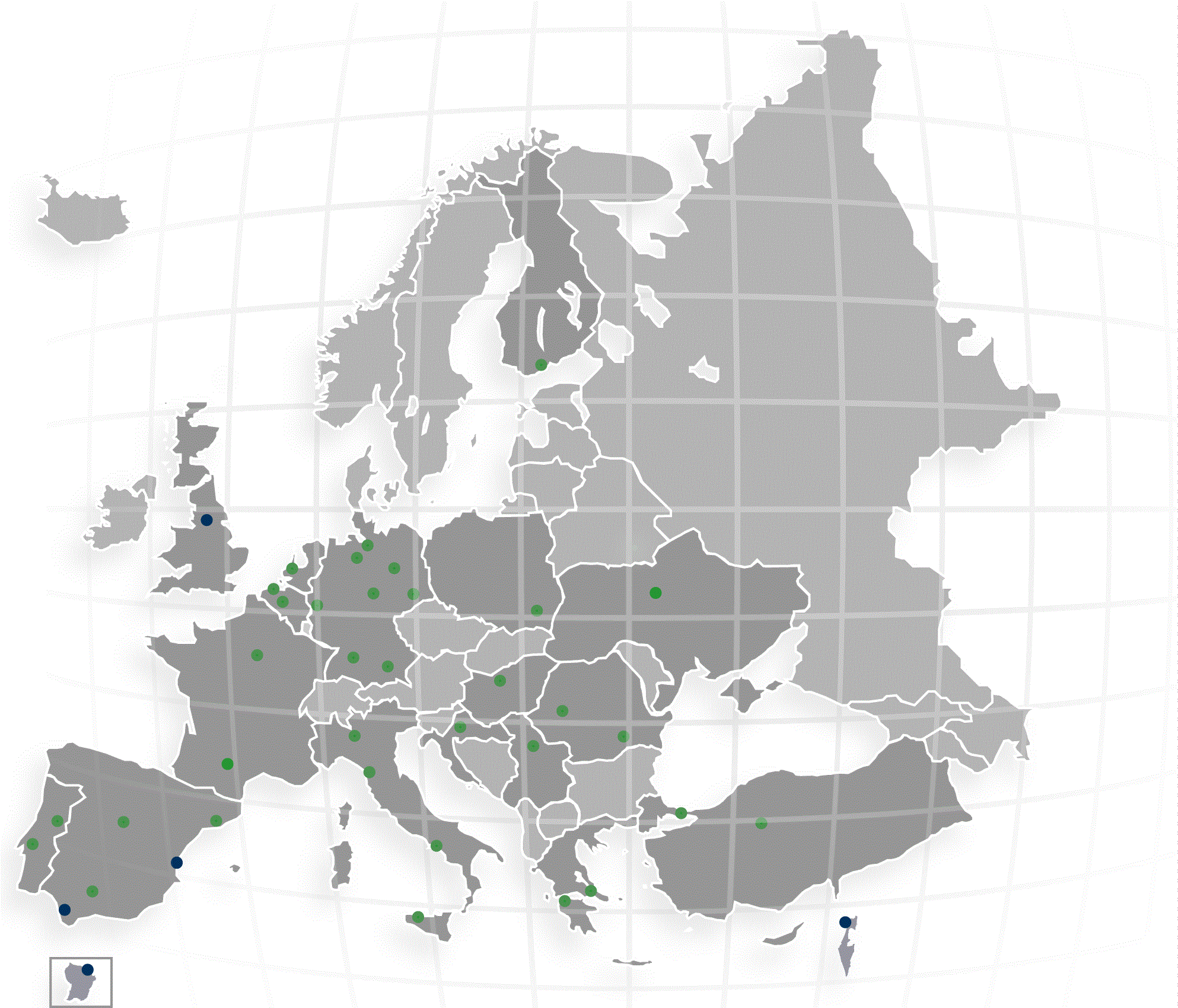
Countries and Cities with Local Groups

Cele 42 de grupuri locale din cele 18 țări europene activează în mod independent la nivel local și sunt conectate cel mai mult prin intermediul universităților lor. 
| Țară       | Oraș         | Universitate                                             |
| ---------- | ------------ | -------------------------------------------------------- |
| Belgia     | Leuven       | Katholieke Universiteit Leuven                           |
| Belgia     | Oostende     | Vives Kulab                                              |
| Croația    | Zagreb       | Universitatea din Zagreb                                 |
| Egipt      | Giza         | Science and Technology at Zewail City                    |
| Finlanda   | Helsinki     | Helsinki University of Technology                        |
| Franța     | Paris        | EPF Ecole d'ingénieurs                                   |
| Franța     | Toulouse     | Institut supérieur de l'aéronautique et de l'espace      |
| Germania   | Aachen       | RWTH Aachen University                                   |
| Germania   | Berlin       | Universitatea Tehnică din Berlin TH Wildau               |
| Germania   | Braunschweig | TU Braunschweig                                          |
| Germania   | Bremen       | Hochschule Bremen                                        |
| Germania   | Dresden      | TU Dresden                                               |
| Germania   | Hamburg      | TU Hamburg                                               |
| Germania   | München      | Universitatea Tehnică din München                        |
| Germania   | Stuttgart    | Universität Stuttgart                                    |
| Grecia     | Atena        | National Technical University of Athens                  |
| Grecia     | Patras       | University of Patras                                     |
| Grecia     | Salonic      | Aristotle University of Thessaloniki                     |
| Irlanda    | Carlow       | Institute of Technology Carlow                           |
| Israel     | Technion     | Technion - Israel Institute of Technology                |
| Italia     | Bologna      | Campus di Forlì                                          |
| Italia     | Milano       | Politecnico di Milano                                    |
| Italia     | Napoli       | Universita' degli Studi di Napoli "Federico II"          |
| Italia     | Padova       | Università degli Studi di Padova                         |
| Italia     | Palermo      | Università degli Studi di Palermo                        |
| Italia     | Pisa         | University of Pisa                                       |
| Olanda     | Delft        | TU Delft                                                 |
| Polonia    | Rzeszow      | Politechnika Rzeszowska                                  |
| Portugalia | Covilha      | University of Beira Interior                             |
| Portugalia | Lisabona     | Instituto Superior Técnico of University of Lisbon       |
| România    | București    | Universitatea Politehnica din București                  |
| România    | Cluj-Napoca  | Universitatea Tehnică Cluj-Napoca                        |
| Serbia     | Belgrad      | University of Belgrade Faculty of Electrical Engineering |
| Spania     | Cadiz        | Escuela Superior de Ingeniería - Universidad de Cádiz    |
| Spania     | Madrid       | Universidad Politécnica de Madrid                        |
| Spania     | Sevilla      | Escuela Técnica Superior de Ingenieros, Sevilla          |
| Spania     | Terrassa     | Universitat Politècnica de Catalunya                     |
| Spania     | Valencia     | Universitat Politècnica de Valencia                      |
| Turcia     | Ankara       | Middle East Technical University                         |
| Turcia     | Kocaeli      | Gebze Technical University                               |
| Turcia     | Istanbul     | Istanbul Technical University                            |
| Turcia     | Samsun       | Ondokuz Mayis University                                 |

### Grupurile de Lucru
Pentru a îndeplini funcțiile din cadrul acestei asociații, Grupurile de Lucru ale EUROAVIA se ocupă de domenii diferite. Grupurile locale sunt formate din membrii voluntari din Grupurile Locale și au responsabilitatea de a organiza proiecte internaționale în beneficiul tuturor membrilor EUROAVIA. În prezent, există 10 Grupuri de Lucru active: Societǎți Afiliate, Comunicare, Relații Externe, Design, Resurse Umane, IT, Inovație și Dezvoltare, Statutul de funcționare, Evenimente Internaționale și Sistemul de Training.

## Activități
Membrii asociației organizează constant întruniri internaționale, workshop-uri și simpozioane. În plus, membrii EUROAVIA se întâlnesc în mod regulat în cadrul acestor evenimente.

### Air Cargo Challenge
Air Cargo Challenge este o competiție adresată studenților în domeniul ingineriei și științelor precum și inginerilor și a fost creată pentru a stimula interesul în domeniul aeronautic și ca modalitate de a-și testa capacitățile. Pentru a participa la competiție, o echipă de 3 până la 6 membri, un pilot și un profesor responsabil trebuie să conceapă, să documenteze, să construiască și să decoleze o aeronavă controlată prin radio, având încărcătura maxima posibilă. Air Cargo Challenge oferă studenților ocazia unică de a crea un proiect multidisciplinar provocator de la început până la sfârșit, de a-și testa cunoștințele și, în același timp, implică o gamă largă de provocări pe care studenții le vor întâlni în viitoarea lor carieră profesională: tehnice, interpersonale, financiare și termene limite stricte.

### Congrese (EMEAC si AMEAC)
Asociația se întrunește de două ori pe an în cadrul unor adunări generale. Acestea au loc în cadrul unui eveniment de o săptămână, oferind patru zile de discuții.
Adunarea Electorală a Congresului EUROAVIA se ține în timpul primăverii și este organizată de una dintre Societățile Afiliate. În afara subiectelor curente și a deciziilor din cadrul asociației, agenda mai conține și dezbaterea și alegerea Consiliului Internațional Desemnat (DIB) care va lucra în fruntea asociației din toamnă. 
În cadrul Adunării Anuale a Congresului EUROAVIA din toamnă se face trecerea către noul Consiliu Internațional și există posibilitatea de a discuta și de a vota toate problemele curente ce țin de asociație. 
Ambele Congrese reprezintă momente bine stabilite în activitatea anuală a EUROAVIA și este sarcina Consiliului Internațional de a găsi o societate afiliată gazdă și de a pregăti și conduce toate ședințele plenare și discuțiile. 

### Fly-In
Întrunirile a circa 30 de membri ai asociației la un grup local se numesc Fly-In. Acestea au loc de mai multe ori pe an și de obicei durează o săptămână. Grupul local responsabil de eveniment folosește această ocazie pentru a le arăta participanților ceea ce le poate oferi orașul lor și zonele industriale din zona care merită vizitată. În afară de excursiile pe teren, schimbul intercultural și team-building-ul între studenți sunt punctele centrale. 

### Rocket Workshop (RoWo)
Rocket Workshop este un eveniment international ce pune accent pe dezvoltarea abilitatilor tehnice alea participantilor, stimuland totodata lucrul in echipa. Acestia invata sa comunice eficient, sa rezolve o problema sub presiunea timpului, avand ca scop final proiectarea si construirea unui rachetomodel.  

### Simpozion
În comparație cu un Fly-In, simpozionul, care durează tot o săptămână cu în jur de 30 de participanți, se axează pe subiecte mai tehnice. În cadrul simpozionului se țin prelegeri și se țin workshop-uri care îi ajută pe studenți să își largească experiența. Excursiile culturale și vizitele pe teren încheie programul. 

### Train New Trainers (TNT)
Train New Trainers este un proiect marca EUROAVIA ce are ca scop implementarea sistemului intern de training EUROAVIA. Proiectul a fost creat de Grupul de Lucru Inovatie si Dezvoltare. 

### Workshop-ul de Formare (Formation Workshop / FoWo)
Workshop-ul de Formare reprezintă evenimentul de training intern, având ca scop principal îmbunătățirea calității operațiunilor EUROAVI-ene, fie că e vorba de organizarea evenimentelor internaționale, de susținere a unui consiliu local sau chiar de motivarea membrilor spre a fi mai activi. Workshop-ul de Formare este dovada că EUROAVIA este o asociație solidă din 1959, dar determinată să nu se bazeze doar pe asta.

## Organizații Partenere
În cadrul Forumului Informal al Organizațiilor Studențești Internaționale (Informal Forum of International Student Organisations – IFISO) EUROAVIA cooperează cu alte organizații studențești în diferite domenii în ceea ce privește managementul și dezvoltarea asociațiilor studențești.